# John F. Warren
John F. Warren (* 1. Mai 1909 in New York City; † 8. August 2000 in Camarillo, Kalifornien) war ein US-amerikanischer Kameramann.

## Leben
Warren begann seine Tätigkeit im Filmgeschäft als Kameraassistent sowie einfacher Kameramann ab dem Jahr 1939. 1954 war er für seine Arbeit an dem Film Ein Mädchen vom Lande – seiner ersten Produktion als Chefkameramann – für den Oscar in der Kategorie Beste Kamera nominiert.
Ab Ende der 1950er Jahre arbeitete Warren vornehmlich für das Fernsehen, ab 1966 verlagerte sich sein Schwerpunkt wieder auf Kinoproduktionen. 1972 folgte seine letzte Produktion, an der er beteiligt war.

## Filmografie (Auswahl)
- 1948: Eine Frau zuviel (No Minor Vices)
- 1948: Der beste Mann der Stadt (Good Sam)
- 1954: Ein Mädchen vom Lande (The Country Girl)
- 1955: Broadway-Zauber (Anything Goes)
- 1955: Komödiantenkinder (The Seven Little Foys)
- 1956: Auch Helden können weinen (The Proud and Profane)
- 1957: Schöne Frauen, harte Dollars (Beau James)
- 1957: Die Totengruft des Dr. Jekyll (Daughter of Dr. Jekyll)
- 1957: 714 antwortet nicht (Zero Hour)
- 1957–1962: Alfred Hitchcock Presents (Fernsehreihe)
- 1958: Der Koloß von New York (The Colossus of New York)
- 1958: Südseezauber (South Seas Adventure)
- 1966: Der zerrissene Vorhang (Torn Curtain)
- 1968: Killer auf Befehl (The Counterfeit Killer)